# Spanische Synagoge

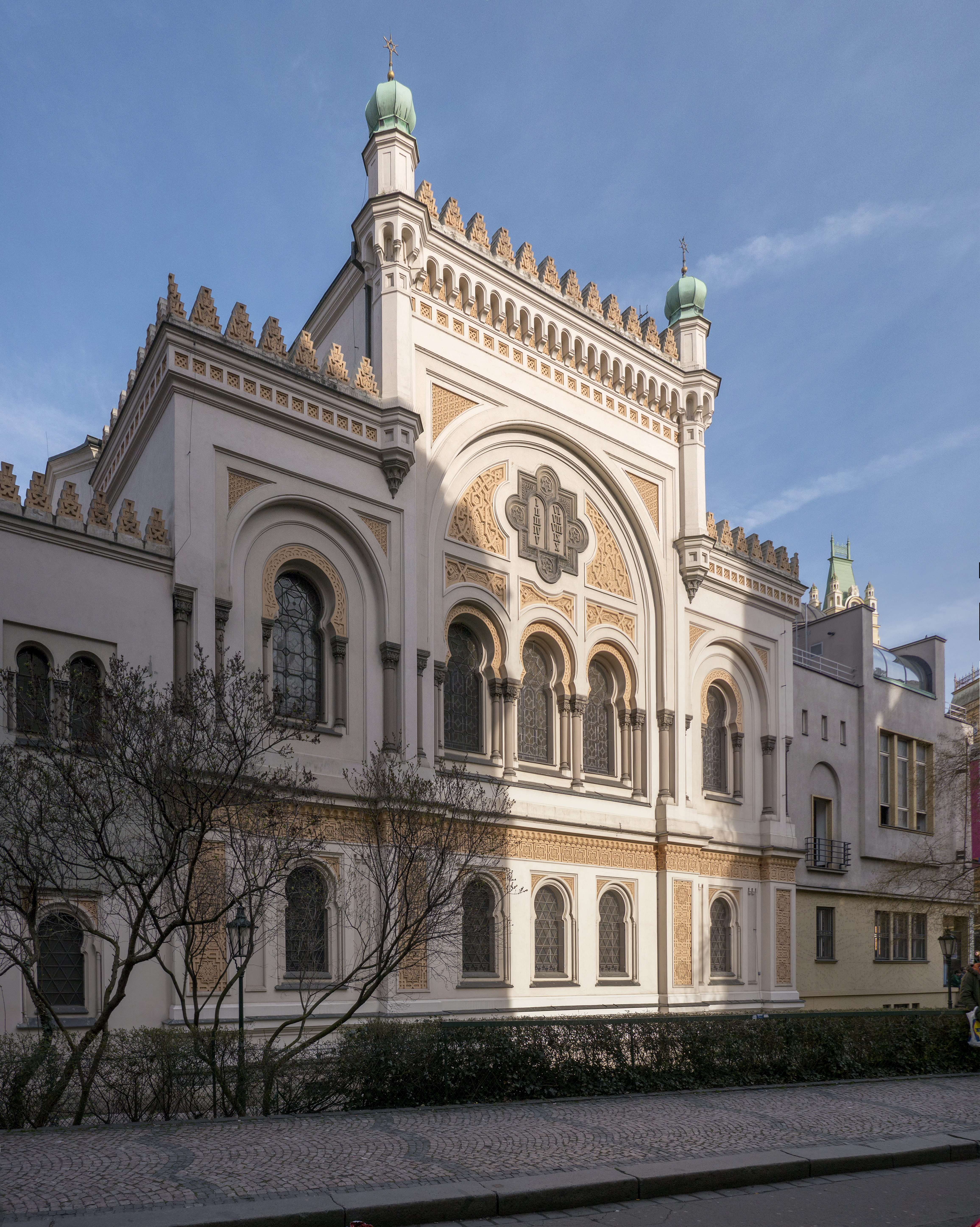
Die Spanische Synagoge

Die Spanische Synagoge (tschechisch Španělská synagoga) ist eine Synagoge im Stadtteil Josefstadt in Prag. Sie wurde in der Mitte des 19. Jahrhunderts im maurischen Stil erbaut und liegt in der Straße Vězenská 1.

## Geschichte

Blick auf den Toraschrein, das Ner Tamid und die Bima

Die Spanische Synagoge ist das jüngste Gotteshaus auf dem Gebiet der ehemaligen Prager Judenstadt. Sie steht an Stelle der ältesten nicht mehr erhaltenen Synagoge Prags, der Altschul. Sie gehörte zu einem kleinen, vom eigentlichen Judenviertel abgetrennten Gebiet. 1389 wurde die Altschul bei einem Pogrom gegen die Juden zerstört, aber wieder aufgebaut. 1516 brannte sie wieder nieder und wurde 1603 und 1622 umgebaut. 1693 wurde die Altschul auf Kaiserlichen Befehl geschlossen, da die Anzahl der Synagogen in Prag reduziert werden sollte. Durch die Anstrengungen des Synagogenvorgesetzten Samuel Taussig eröffnete sie 1703 wieder.1745–49, als die Juden aus Prag vertrieben wurden, wurde sie wiederum verwüstet und dann 1750 auf Kosten des Primators Israel Frankl Spira erneuert. 1754 brannten acht Synagogen in Prag, darunter auch die Altschul. Sie wurde wieder aufgebaut.
1837 wurde die Altschul die erste reformierte Synagoge Prags, in der auch mit synagogaler Musikpflege begonnen wurde. In dieser Zeit wirkten bedeutende Prediger an der Altschul, vor allem Leopold Zunz oder Michael Sachs. Rabbiner war von 1846 bis 1868 Saul Isak Kaempf. Der tschechische Komponist František Škroup, der selbst kein Jude war, wirkte von 1836 bis 1845 an der Synagoge, um die synagogale Musik zu fördern und zu entwickeln.
Der Verein des reformierten Gottesdienstes ließ die Altschul neugotisch umgestalten. Da aber diese Veränderungen dem zunehmenden Interesse nicht genügten, wurde die Altschul 1867 abgerissen. Die an ihrer Stelle nach dem Vorbild des Wiener Leopoldstädter Tempels errichtete Spanische Synagoge war bereits 1868 benutzbar. Der Architekt Ignaz Ullmann lieferte die Baupläne, die Innenkonstruktionen stammten von Josef Niklas. 1882/83 wurde die Synagoge durch Antonin Baum und Bedřich Münzberger mit reichem ornamentalem Schmuck im maurischen Stil ausgestattet. Wegen dieses Baustils wurde sie nunmehr Spanische Synagoge genannt, und nicht, wie man auch annehmen könnte, weil es sich um eine Synagoge sephardischer Juden gehandelt hätte.
1941 wurden die Gottesdienste hier eingestellt, und das Gebäude diente als Lager für Gegenstände aus enteignetem jüdischen Besitz. Seit 1955 wurde es vom Jüdischen Museum verwaltet, das von 1960 bis 1982 dort eine Ausstellung mit synagogalen Textilien zeigte.
1994 gelangte die Spanische Synagoge wieder in den Besitz einer jüdischen Gemeinde, und zwar der (konservativen) Offenen Jüdischen Gemeinde „Bejt Praha“. Sie wurde damals umfassend restauriert und erneut 2019/2020.
Seit 1998 ist in der Synagoge eine ständige Ausstellung über die neuere jüdische Geschichte in Böhmen und Mähren zu sehen. Daneben finden auch Konzerte und jüdische Feste in der Spanischen Synagoge statt.

## Baubeschreibung
Die Spanische Synagoge besteht aus einem Zentralraum, der mit einer großen Kuppel eingewölbt ist. An drei Seiten befinden sich Emporen. Die Wände und Decken sind reich mit Stuckarabesken und Ornamenten nach dem Vorbild der spanischen Alhambra ausgemalt und vergoldet. Auf der Empore befindet sich eine Orgel in gleicher ornamentaler Ausstattung. Die Fenster sind mit bemalten Scheiben verglast.